# Karol II Rumuński
Karol II (ur. 15 października 1893 w Sinai, zm. 4 kwietnia 1953 w Estoril) – król Rumunii w latach 1930–1940.

## Życiorys
Był najstarszym synem króla Ferdynanda I i Marii Koburg. Początkowo zasłynął jako playboy, z racji posiadania wielu kochanek. Józef Piłsudski w trakcie jednej ze swych wizyt w Rumunii odznaczył księcia Karola orderami Orła Białego i Virtuti Militari w 1922. W 1925 został pozbawiony prawa do tronu na rzecz swojego syna Michała, który w 1927 objął tron jako Michał I. W 1930 z inicjatywy części polityków wrócił do kraju i został koronowany na króla.
W czasie swojego panowania często wpływał na bieżącą politykę, patronował działaniom na rzecz rozwoju gospodarczego i był mecenasem kultury. 28 kwietnia 1937 r., w czasie wizyty w Polsce objął honorowe szefostwo 57 pp Wlkp, który od tego dnia nosił nazwę – 57 Pułk Piechoty Wielkopolskiej Karola II Króla Rumunii. Karol II odznaczył sztandar pułkowy Orderem Michała Walecznego III.kl. Król otrzymał wówczas także Order Orła Białego.
W grudniu 1937 r. Karol II mianował na premiera Octaviana Gogę, przywódcę antysemickiej partii prawicowej. Rząd niemal natychmiast zlikwidował żydowskie gazety i zwolnił z pracy urzędników żydowskiego pochodzenia, co wzbudziło krytykę ze strony państw zachodnich. Wówczas 10 lutego 1938 r. Karol II przejął dyktatorską władzę, rozwiązując wszystkie partie polityczne i zdelegalizował Żelazną Gwardię, którą wcześniej wspierał, a jej aresztowanych liderów w nocy z 29 na 30 listopada 1938 r. zamordowano.
W maju 1940 r. Rumunia podpisała z Niemcami porozumienie na dostawy ropy naftowej, a potem zboża, wystąpiła z Ligi Narodów i wypowiedziała sojusz z Francją i Wielką Brytanią. W czerwcu 1940 r. ZSRR zażądało zwrotu Besarabii i Bukowiny Północnej, co poparły Niemcy zgodnie z ustaleniami paktu Ribbentrop-Mołotow. Miesiąc później Niemcy i Włochy zagroziły Rumunii interwencją zbrojną, jeśli Rumunia nie odda Węgrom Północnego Siedmiogrodu. Karol II spełnił ostatecznie wszystkie żądania, a wkrótce potem funkcję premiera objął gen. Ion Antonescu, który pod naciskiem Niemiec zgodził się na wprowadzenie do rządu Żelaznej Gwardii.
Antonescu poprosił króla o abdykację na rzecz syna i opuszczenie kraju. 6 września 1940 abdykował na rzecz swojego syna Michała I i wyjechał z kraju. Zmarł na raka w 1953, na wygnaniu w Portugalii.

## Rodzina

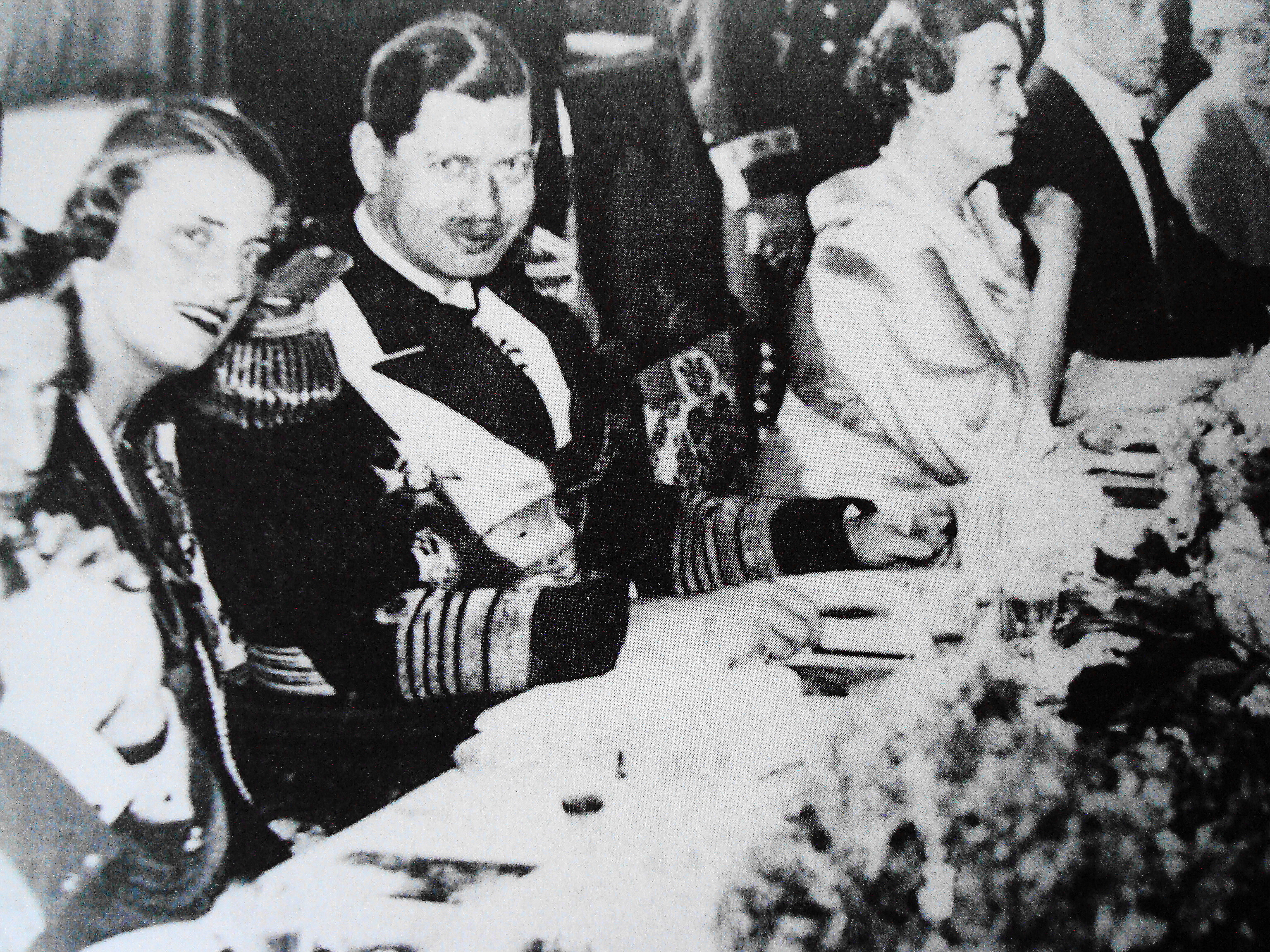
Karol II na wielkim bankiecie w roku 1935 na dworze w Bukareszcie z okazji sześćdziesiątych urodzin jego matki, po lewej stronie Karola znajduje się jego siostra Elżbieta, królowa Grecji

Planowano ożenić go z Wielką Księżną Olgą Romanow, dla podkreślenia rodzącego się sojuszu Rumunii z Rosją. Wiosną 1913 roku zainicjowano im spotkanie w Petersburgu, na którym okazało się, że nie przypadli sobie do gustu. Car postanowił dać ewentualnej parze drugą szansę, by lepiej się poznali, inicjując własną podróż do Rumunii. 14 czerwca 1914 roku carski jacht Sztandart dobił do portu w Konstancy. Tam jednak para ponownie się w sobie nie zakochała, więc planów mariażu zaniechano, głównie z inicjatywy Mikołaja II.
Karol po raz pierwszy ożenił się w Odessie na Ukrainie 31 sierpnia 1918 z Joanną Marią Valentiną Lambrino, nazywaną Zizi Lambrino (1898–1953), córką rumuńskiego generała. Było to małżeństwo morganatyczne i zostało unieważnione w 1919. Para miała syna:
- Mirceę Gregora Carola Lambrino (1920-2006).

10 marca 1921 w Atenach w Grecji ożenił się z Heleną, księżniczką grecką i duńską, ale wkrótce małżeństwo to rozpadło się przez romans Karola z Eleną (Magdą) Lupescu (1895?–1977). Helena rozwiodła się z Karolem w 1928, para miała jednak syna:
- Michała I (1921-2017), króla Rumunii od 1927.

Karol miał również syna i córkę ze swoją kochanką – licealistką Marią Martini.

## Odznaczenia (lista niepełna)
Rumuńskie
- Order Karola I – Łańcuch
- Order Ferdynanda I – Łańcuch[5]
- Order Michała Walecznego – I klasa
- Order Gwiazdy Rumunii – Łańcuch
- Order Korony Rumunii – Krzyż Wielki
- Order Wiernej Służby – Krzyż Wielki (fundator orderu)[5]
- Order Zasługi – Krzyż Wielki (fundator orderu)
- Order Męstwa Lotniczego[6]
- Krzyż Pamiątkowy za Wojnę 1916–1918[6]

Zagraniczne
- Order Orła Czarnego – Prusy
- Order Hohenzollernów z mieczami – Hohenzollern-Sigmaringen[6]
- Order św. Andrzeja – Rosja
- Order Podwiązki – Wielka Brytania
- Order Annuncjaty – 1913, Włochy
- Krzyż Wielki Orderu śś. Maurycego i Łazarza – 1913, Włochy
- Krzyż Wielki Orderu Korony Włoch – 1913, Włochy
- Order Sabaudzki Cywilny – Włochy[7]
- Order Sabaudzki Wojskowy – Włochy
- Krzyż Wielki Orderu Orła Białego – Serbia
- Order Orła Białego – 1922, Polska[8][9]
- Krzyż Srebrny Orderu Wojskowego Virtuti Militari – 1922, Polska[8][1]
- Order Serafinów – 1937, Szwecja
- Wstęga Trzech Orderów – 1939, Portugalia[10]
- Krzyż Wielki Orderu Zbawiciela – Grecja[11]
- Medal Wojskowy – Francja[5]